# فرگشت واگرا
فرگشت واگرا (به انگلیسی: Divergent evolution) انباشته شدن اختلافات میان گروه‌ها است که می‌تواند به تشکیل گونهٔ نوینی بینجامد.
اغلب پیامدهای پراکنش یک گونه در محیط‌های مختلف و بسته که باعث قطع شدن جریان ژن‌ها در میان جمعیت‌های مجزا می‌شود و همین باعث تثبیت اختلاف در ویژگی‌ها به وسیله حرکت ژن‌ها و انتخاب طبیعی می‌گردد.